# 1512 az irodalomban
Az 1512. év az irodalomban.

## Új művek

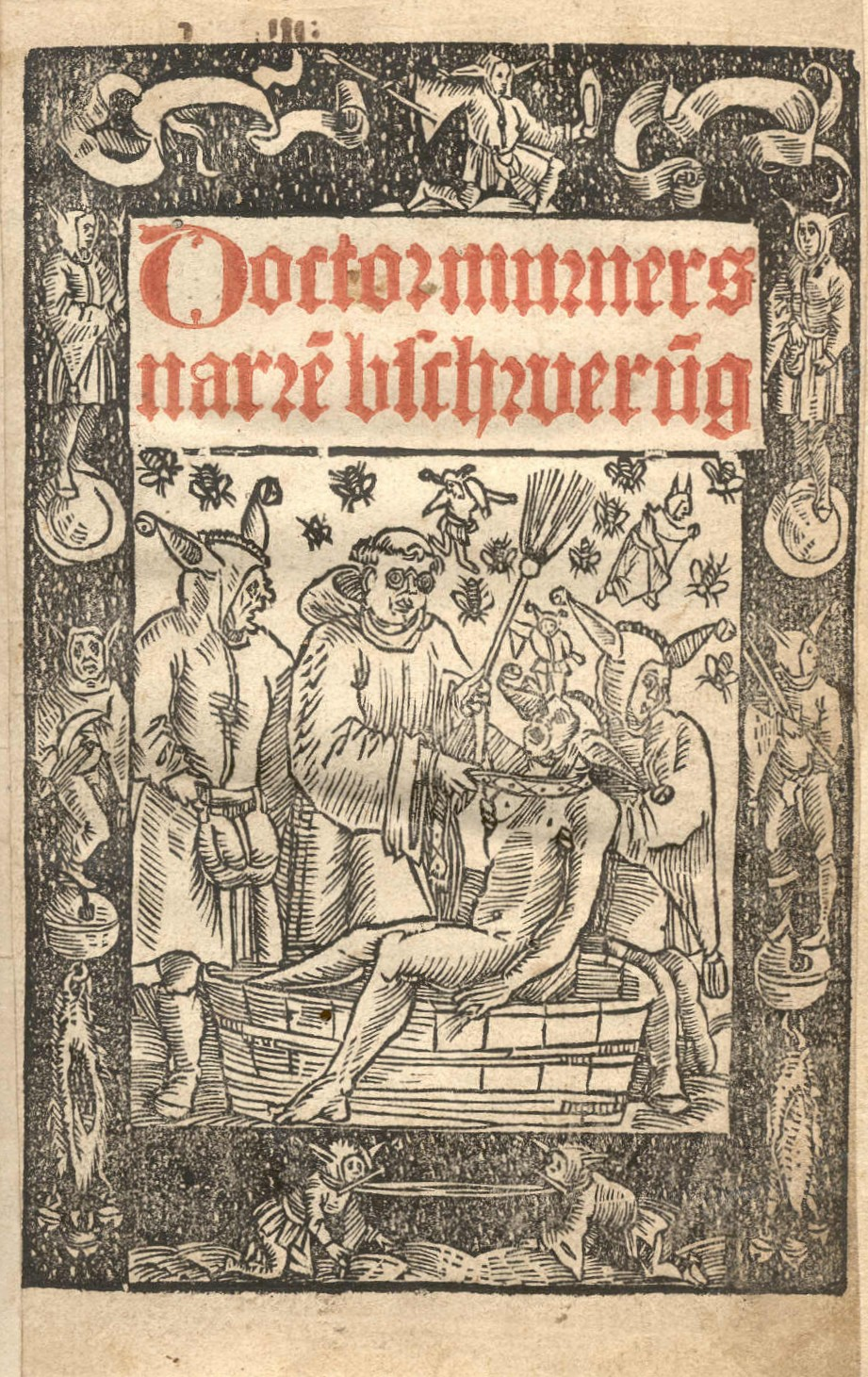
Doktor Murners Narrenbeschwörung

- Thomas Murner elzászi katolikus teológus, költő verses szatírái: Doktor Murners Narrenbeschwörung (Doktor Murner bolondidézése).
- Pierre Gringore francia költő, színműíró: Jeu du Prince des sots (Játék a bolondok hercegéről), egyházellenes szatirikus játék.
- Gil Vicente portugál szerző Velho da Horta (Az öreg kertész) című bohózata.[1]

## Születések
- 1512 – Martin Cromer (Marcin Kromer) lengyel püspök, teológus, történetíró († 1589)